# Kelly Sheridan
Kelly Sheridan, född 19 maj 1977 i Ottawa i Ontario (uppvuxen i Vancouver), är en kanadensisk röstskådespelerska. Hon är bland annat känd för sin medverkan i filmserien om Barbie, där hon mellan åren 2001 och 2010, samt även 2012 och 2015, gjorde den engelskspråkiga originalrösten. Hon har också gjort den engelskspråkiga rösten till bland annat Sango i Inu Yasha, Diana Lombard i Martin Mystik (engelska: Martin Mystery) och Starlight Glimmer i My Little Pony: Vänskap är magisk. Hennes första ersättare för röstrollen som Barbie, innan hon fick tillbaka den under år 2012, var Diana Kaarina, men sedan år 2016 och framåt, så görs hela röstrollen istället av Erica Lindbeck.

## Filmografi (i urval)

### Animeserier
- 1993 – Ranma ½
- 1995 – Mega Man: Upon a Star
- 2000 – The Vision of Escaflowne
- 2000 – Cardcaptors (till 2002)
- 2002 – Inu Yasha (till 2006)
- 2003 – Hana Yori Dango (på engelska kallad Boys Over Flowers)
- 2006 – Powerpuff Girls Z
- 2008 – Black Lagoon: The Second Barrage
- 2009 – Nana

### Animerade TV-serier
- 1992 – My Little Pony Tales (TV-serie)
- 2000 – X-Men: Evolution (TV-serie)
- 2003 – Martin Mystik (TV-serie)
- 2005 – Dragon Tales (TV-serie)
- 2008 – En gnutta magi (TV-serie)
- 2010–2012 – Hero: 108 (TV-serie)
- 2010–2019 – My Little Pony: Vänskap är magisk (TV-serie)
- 2012–2022 – Lego Ninjago: Masters of Spinjitzu (TV-serie)
- 2015 – Dinotrux (TV-serie)

### Filmer
- 2001 – Barbie i Nötknäpparen
- 2002 – Escaflowne
- 2002 – Barbie som Rapunzel
- 2003 – Barbie i Svansjön
- 2004 – My Scene: Masquerade Madness
- 2004 – Barbie som prinsessan och tiggarflickan
- 2005 – Barbie Fairytopia
- 2005 – Barbie och Pegasus förtrollning
- 2005 – My Scene Goes Hollywood: The Movie
- 2005 – My Little Pony: God jul med Minty
- 2006 – My Little Pony: Prinsessan
- 2006 – Barbie Fairytopia: Mermaidia
- 2006 – Barbie – Dagbok
- 2006 – My Little Pony: Regnbåge på rymmen
- 2006 – Barbie och de 12 dansande prinsessorna
- 2007 – Barbie Fairytopia: Den magiska regnbågen
- 2007 – Barbie som Öprinsessan
- 2008 – Barbie i en julsaga
- 2008 – Barbie – Mariposa och hennes vänner fjärilsälvorna
- 2008 – Barbie och diamantslottet
- 2009 – Barbie presenterar Tummelisa
- 2009 – Barbie och de Tre Musketörerna
- 2010 – Barbie i en sjöjungfrusaga
- 2012 – Barbie i en sjöjungfrusaga 2
- 2012 – Barbie: Prinsessan och popstjärnan
- 2013 – Barbie och de rosa balettskorna
- 2013 – Barbie – Mariposa och älvprinsessan
- 2013 – Barbie & hennes systrar i ett hästäventyr
- 2014 – Barbie: Pärlprinsessan
- 2014 – Barbie och den hemliga dörren
- 2015 – Barbie i Superprinsessan
- 2015 – Barbie i Rock 'N Royals: Prinsessa på rockäventyr
- 2015 – Barbie & hennes systrar i det stora valpäventyret
- 2016 – Sausage Party